# Girk György
Girk György (Baja, 1793. április 22. – Buda, 1868. november 24.) teológiai doktor és pécsi püspök.

## Életrajza
Girk Márton halászmester és Pintér Anna fia. Baján, Bács megyében született, ahol a gimnázium négy osztályát elvégezvén, Katona István kanonok és történetíró pártfogásával Kalocsán járta az V. és VI. osztályt 1807-ben, mire Győrbe ment a bölcselet hallgatására. 1809-ben a kalocsai papnevelő intézetbe lépett. Onnan 1811-ben a pesti szemináriumba küldték; az egyetemen 1815. augusztus 21-én teológiai doktorrá avatták és október 29-én misés pappá szentelték föl. 
Segédlelkész volt Bikityen (Bácsbokodon), és Ókanizsán Magyarkanizsán, 1816 áprilisában a püspöki székhelyre Kalocsára hivatott, ahol előbb a növendékpapok felügyelője és teológiai helyettestanár, 1819-ben pedig a történelem és egyházi jog rendes tanára lett. 1827. december 7-én kanonokká, 1829. október 23-án tiszai főesperessé nevezték ki. 
Az egyházi hivatalokban fokonként emelkedve, 1838. február 15-én adrasi fölszentelt püspök és 1839-ben érsekhelyettes lett; végre 1852. szeptember 4-én pécsi püspökké nevezték ki, majd a következő évben be is iktatták. Itt gyermek-szemináriumot alapított és a Szent Vincéről nevezett szürke nénéket is meghonosította. Érdemei elismeréséül a pápa főpapjává, a király 1863-ban valóságos belső titkos tanácsossá és a Vaskorona-rend I. osztályú lovagjává, IX. Piusz pápa pedig püspök-trónállóvá és római gróffá nevezte ki. Ebben az évben egyházmegyei zsinatot hívott össze. Betegeskedése miatt utolsó éveiben a budai Ferenc-rendiek kolostorában tartózkodott, ahol 1868. november 24-én meghalt.

## Munkái
- Egyházi beszéd, melyet Girk György... püspöki székének elfoglalásakor... mondott jún. 1. 1853. Pécs, 1853 (ugyanez latinul, magyarul, németül és horvátul. Buda, 1853)
- Manuale sacerdotum. Quinque-Ecclesiae, 1863
- Szent beszédek, melyeket a pécsi székesegyházban Isten dicsőségére és a hivek lelki épülésére mondott. Kiadta Troll Ferencz. Quinque-Ecclesiae, 1869
- Sermones latini. Edidit: Franciscus de Paula Troll, abbas et canonicus Quinque-Ecclesiensis. Quinque-Ecclesiae, 1875

Levele Horvát Istvánhoz. Kalocsa, 1825. nov. 6. (a Magyar Nemzeti Múzeum kézirattárában).